# Танагрик колумбійський
Танагрик колумбійський (Chrysothlypis salmoni) — вид горобцеподібних птахів родини саякових (Thraupidae). Мешкає в Колумбії і Еквадорі.

## Опис

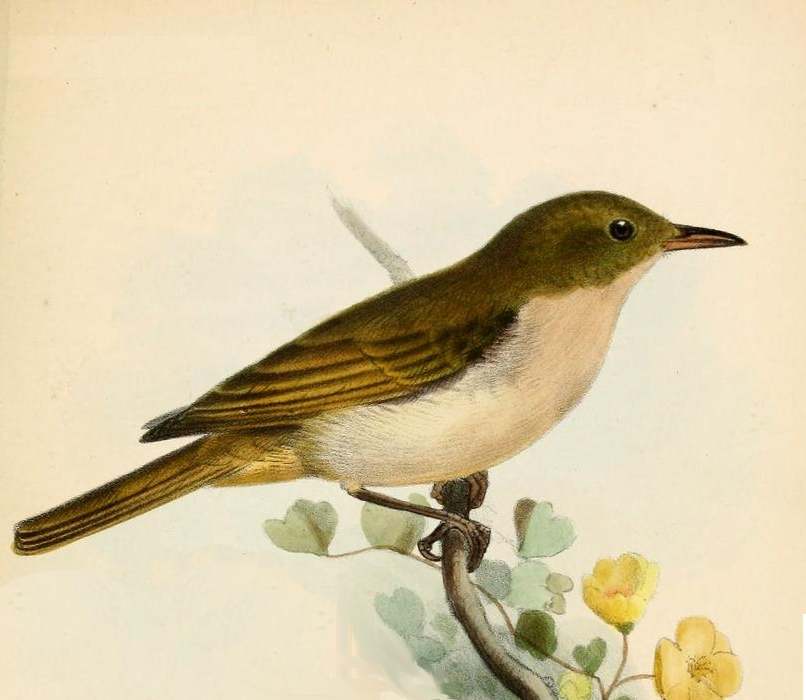
Самиця колумбійського танагрика

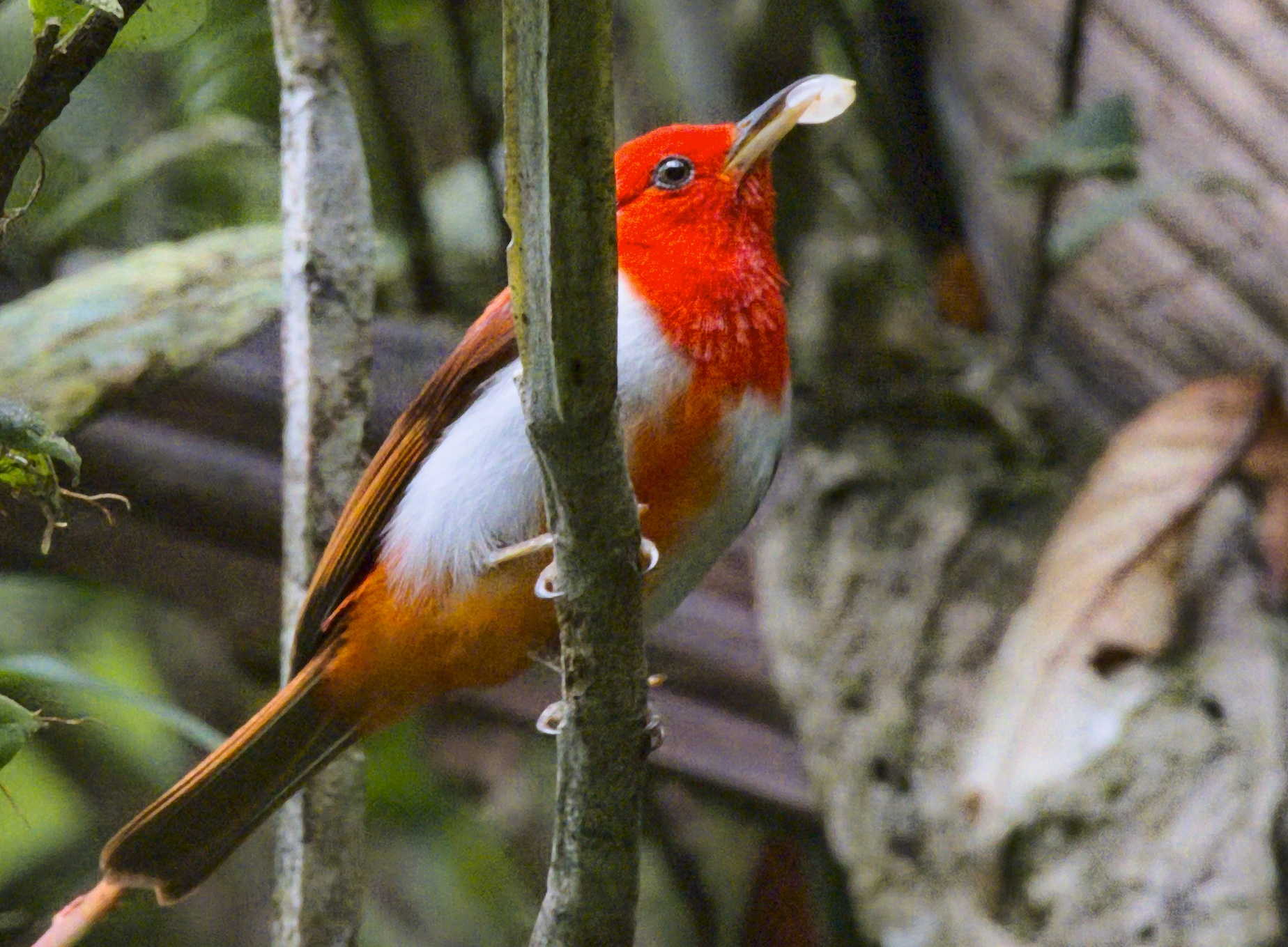
Самець колумбійського танагрика

Довжина птаха становить 12 см, вага 9,8-14,5 г. Виду притаманний статевий диморфізм. У самців голова, горло, верхня частина грудей і верхня частина тіла яскраво-червоні, крила темно-червоні, махові пера чорнувато-бурі з чорними краями. Нижня частина тіла біла, грудими і животом проходить вертикальна червона смуга. Нижні покривні пера хвоста червоні. У самиць верхня частина тіла оливково-коричнева, нижня частина тіла біла. Крила темні, хвіст темно-коричневий, горло і груди жовтувато-охристі, іноді на нижній частині тіла є жовтувата вертикальна смуга. Забарвлення молодих птахів подібне до самиць, однак у молодих самців в забарвленні є червоні плями. Очі карі, дзьоб темний, знизу блідий, жовтуватий, лапи сірувато-рогові.

## Поширення і екологія
Колумбійські танагрики мешкають на західних схилах Західного і Центрального хребта Анд в Колумбії (від Антіокії і Чоко) і Еквадорі (на південь до Пічинчи). Вони живуть в кронах вологихрівнинних і гірських тропічних лісів та на узліссях. Зустрічаються поодинці, парами або зграйками до 6 птахів, на висоті до 1700 м над рівнем моря, переважно на висоті від 300 до 800 м над рівнем моря. Іноді приєднуються до змішаних зграй птахів. Раціон на 58% складається з плодів, решта припадає на безхребетних. Колумбійські танагрики віддають перевагу принасінникам Tovomitopsis і Clusia та ягодам Miconia. Вони шукають їжу на висоті від 4,5 до 15 м над землею.